# 1763年公告

北美東部的地圖；圖中分隔紅色和粉紅色地區的就是1763年的「公告線」。

《1763年公告》（英語：Royal Proclamation of 1763，又譯作《1763年皇家宣言》）發布於1763年10月7日，由英國國王喬治三世贏得七年戰爭，從法國手上獲得新法蘭西後發布。該公告的目的是利用監控西部邊疆的土地收購、殖民和毛皮貿易以穩定與原住民部族的關係，以及更有效管治龐大的美洲領土。這個公告實質上禁止了美洲殖民在阿巴拉契亞山脈以西的地方購買土地或定居，但當時已經有相當數量的殖民者已經在這些地方擁有土地，所以此公告的發布令這些人相當不滿，是導致美國獨立戰爭的原因之一。

## 原住民土地
在簽訂《巴黎和約》後英國從法國手上獲取大片土地，而英國需要面對的其中一個最大的難題是與住在這些地方的原住民部族維持和平。很多這些部族——主要聚居在五大湖地區——和法國有著久遠和緊密的關係，並不樂於受英國支配。原住民部族於1763年發起的龐蒂亞克戰爭（Pontiac's Rebellion）便是試圖阻止英國佔領這些法國屬土的起義。《1763年公告》在龐蒂亞克戰爭爆發前就已經處於草擬階段，但戰事的爆發使它提早出爐，英國官員寄望這份公告的執行能夠舒緩原住民的反英情緒，使其接受英國所統治，以防止以後有衝突發生。
這份公告在大西洋沿岸的英屬殖民地和阿巴拉契亞山脈以西的原住民聚居地（名為印第安保留地）之間劃了一條分界線（通常被稱為「公告線」）。然而這條線並不是一條分隔兩族領土的固定分界線，反而是會以有秩序和合法的前提下漸漸向西推移的臨時分界線。公告禁止私人收購原住民土地，宣佈從此收購土地的責任將交由政府官員與有關的部族在會議上處理。與此同時，官方禁止英國的殖民者越過公告線在原住民土地上定居，也禁止殖民地官員在沒有批准之下授予土地。這份公告使官方得以壟斷原住民土地的收購。
根據歷史學家Colin Calloway所指出，「學者無法就1763年公告有否承認部族主權達成共識。」從公告的用詞中可以清楚看到英國仍然認為所有原住民的土地最終歸官方所擁有；然而同時間公告也承認原住民對自己所居住的土地擁有一定的權利，開了一個重要的先例——在此之前，英國官方往往漠視原住民的主張，私下授予土地。
很多英國殖民者和土地投機商人很快就公告線的地點提出反對，因為當時在公告線以西已經有許多殖民地（即使有些在龐蒂亞克戰爭中需要暫時撤離），更有許多宗土地買賣尚未處理。有名望的殖民者與英國的土地投機商人聯合起來遊說政府把分界線移向更西的地方去。結果英國政府與原住民簽訂多條條約，收購他們的土地，將分界線遷移到西方，並開闢了現西弗吉尼亞州和肯塔基州的土地供英國人殖民。

## 規劃新殖民地
除了控制殖民地的擴張以外，公告內也有處理前法國殖民地的條文。它在四個地方設立新政府，分別是魁北克、西佛羅里達、東佛羅里達和格瑞那達，在每個新殖民地內委任總督或上議院，授與他們訂立法例的權力，又給予民選的下議院。與此同時，這些殖民地的居民又可享受與土生英國人同等的權利——一個其他殖民地的英僑要爭取多年才得到的權利。對其他殖民地更具侮辱性的就是一個有上訴權的民事和刑事法庭的設立，然而犯下印花稅法或食糖法的人需要在海事法庭接受審判，不能證明自己的清白就會被定罪。

## 影響
歷史學家對1763年公告影響美國獨立戰爭的程度有不同的見解。有些歷史學家主張公告在1768年之後隨著殖民地的擴大而不再成為張力的來源；另外有一些則認為殖民對公告的不滿深化了殖民與祖國的矛盾。
在英國和美國簽訂1783年巴黎條約後，美國拒絕再執行公告，不再限制殖民向西開拓。但隨後美國政府也需要面對越來越嚴峻的邊境衝突問題，故而執行類似1763年公告的政策。第一條《印第安交流法》於1790年獲得通過，禁止國民私自進入印第安土地和私自與印地安人交易。美國最高法院也在1823年判決國民不能私自從原住民手上購買任何土地，從此只有美國政府能夠合法地收購原住民土地。
公告在英屬北美殖民地的其他地方仍然是管理原住民土地轉讓的有效法律，尤其是上加拿大和魯珀特地。在加拿大的原住民（第一民族、因努伊特人和梅蒂人）以公告為維護土地擁有權的基礎，故此1763年公告在《加拿大權利與自由憲章》第25條關於原住民權利及自由的細節中加以提及。